# Естергазі

Herb rodu Esterházy200px

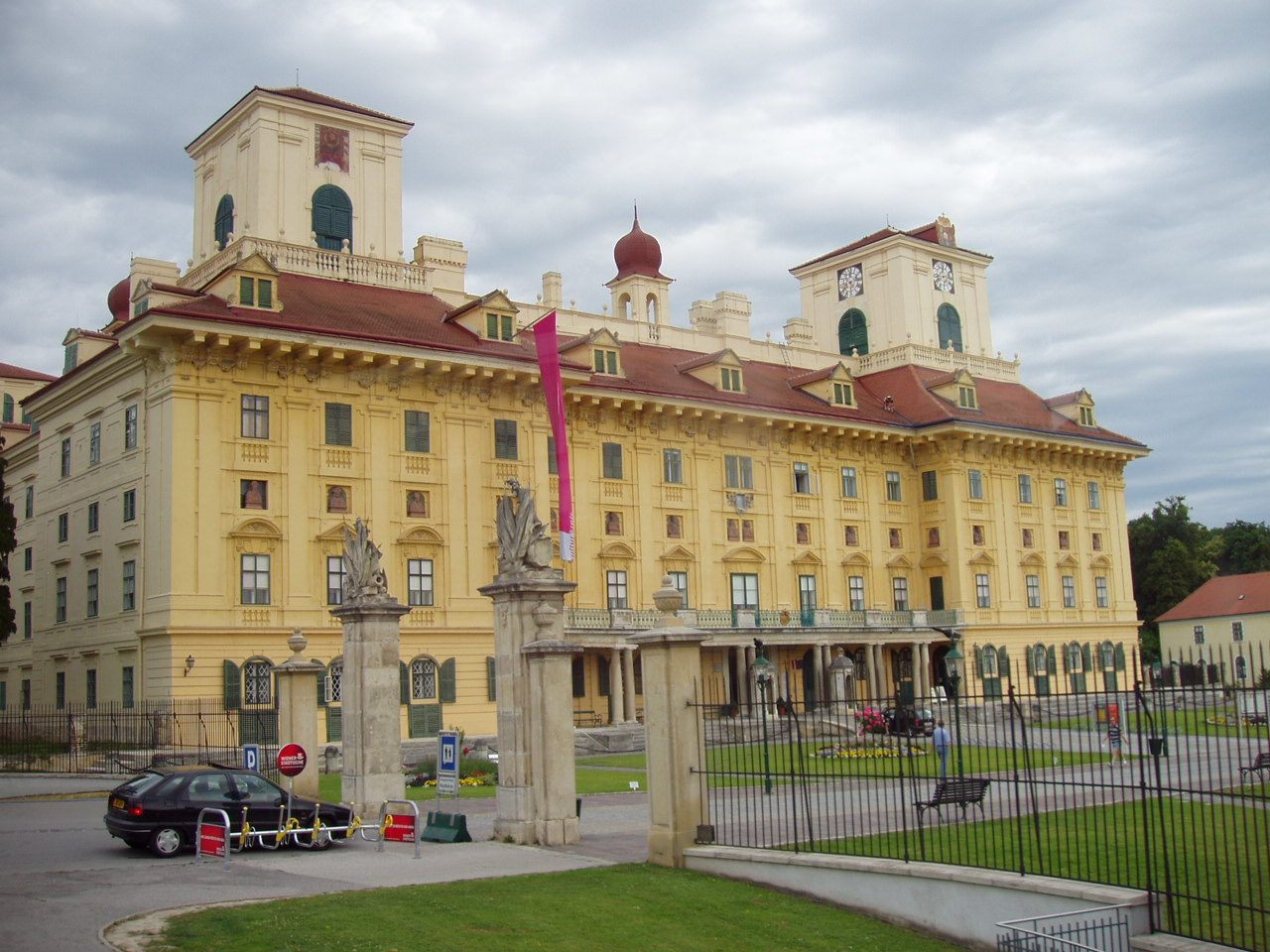
Замок Естергазі в Айзенштаді, Австрія

Е́стергазі (угор. Esterházy) — угорський магнатський рід.
Першу згадку про родину Естергазі датовано 1527 роком. Першими знатними представниками роду були троє братів — Ніколаус, Пауль та Даніель. Вони дали початок трьом головним лініям роду, що існують до сьогодні: Форхтенштайн, Зволен та Чеснек відповідно. 1687 року цісар Леопольд I Габсбург надав Паулю Естергазі княжий титул як вираз вдячності та визнання його заслуг у боротьбі з турками, а з 1712 року цей титул став спадковим титулом роду Естергазі. Естергазі залишалися вірними цісареві під час Тридцятилітньої війни (1618—1648), війни за австрійську спадщину (1741—1748), в боротьбі з Наполеоном (1792—1815), а також під час угорської революції (1848).
Після розвалу Австро-Угорщини володіння родини, хоча й опинилися на теренах п'яти нових держав (Угорщини, Чехословаччини, Югославії, Румунії, Австрії), та все ж залишилися власністю Естергазі. Після завершення другої світової війни в цих державах (за винятком Австрії) було встановлено комуністичні режими, тож усі володіння родини Естергазі за винятком австрійської спадщини було націоналізовано. Частина родини, що залишилася в Угорщині, зазнала переслідувань, показових судових процесів, ув'язнень та депортації. Про це згодом написав у своїй книзі «Harmonia Caelestis» Петер Естергазі.
Давній палац Естергазі, зведений ще в 1760-х за часів Ніколауса, розташований в угорському місті Фертед. Нині родинною садибою Естергазі є замок у австрійському Айзенштадті. Рід Естергазі також відомий тим, що у 1761—1790 роках на службі у цієї родини перебували Йозеф Гайдн, Франц Шуберт та батько Ференца Ліста — Адам.

## Відомі представники
- Пауль I Естергазі (1635 — 1713) — перший принц Естергазі з 1687 до 1713 року, Палатін Угорщини з 1681 до 1713, імперський фельдмаршал, поет і композитор.
- Пауль II Антон Естергазі (1711 — 1762) — принц дому Естергазі, зробив військову кар'єру та опікувався музикою.
- Моріц Естергазі (1881 — 1960) — угорський політик, прем'єр-міністр Угорщини в 1917 році.
- Агнеса Естергазі (1891 — 1956) — австрійська акторка німого кіно.
- Янош Естергазі (1901 — 1957) — політичний діяч Словаччини часів Другої світової війни.
- Петер Естергазі (1950 — 2016) — угорський письменник.